# Burg Bassenheim

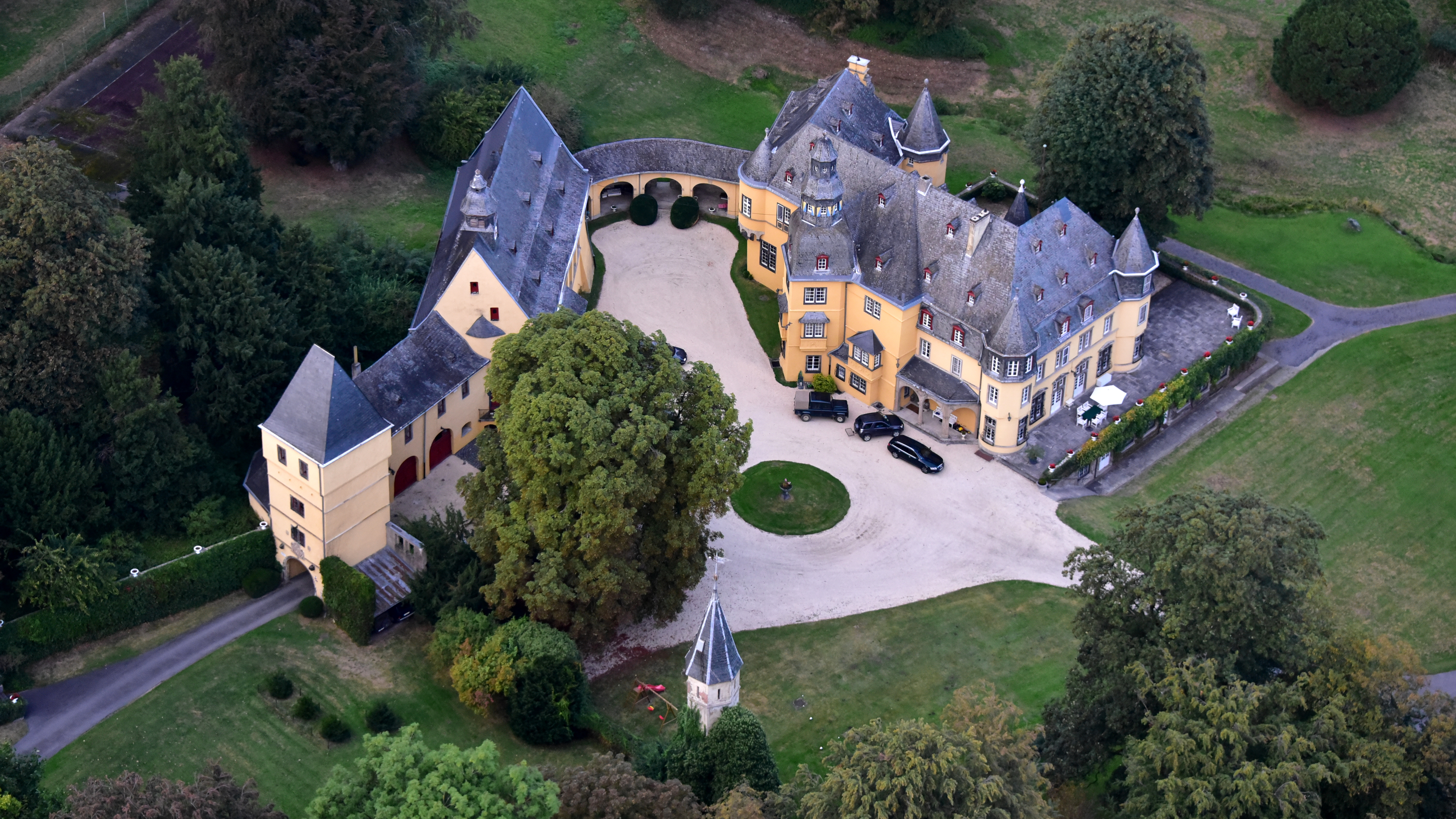
Luftbild von Schloss Bassenheim

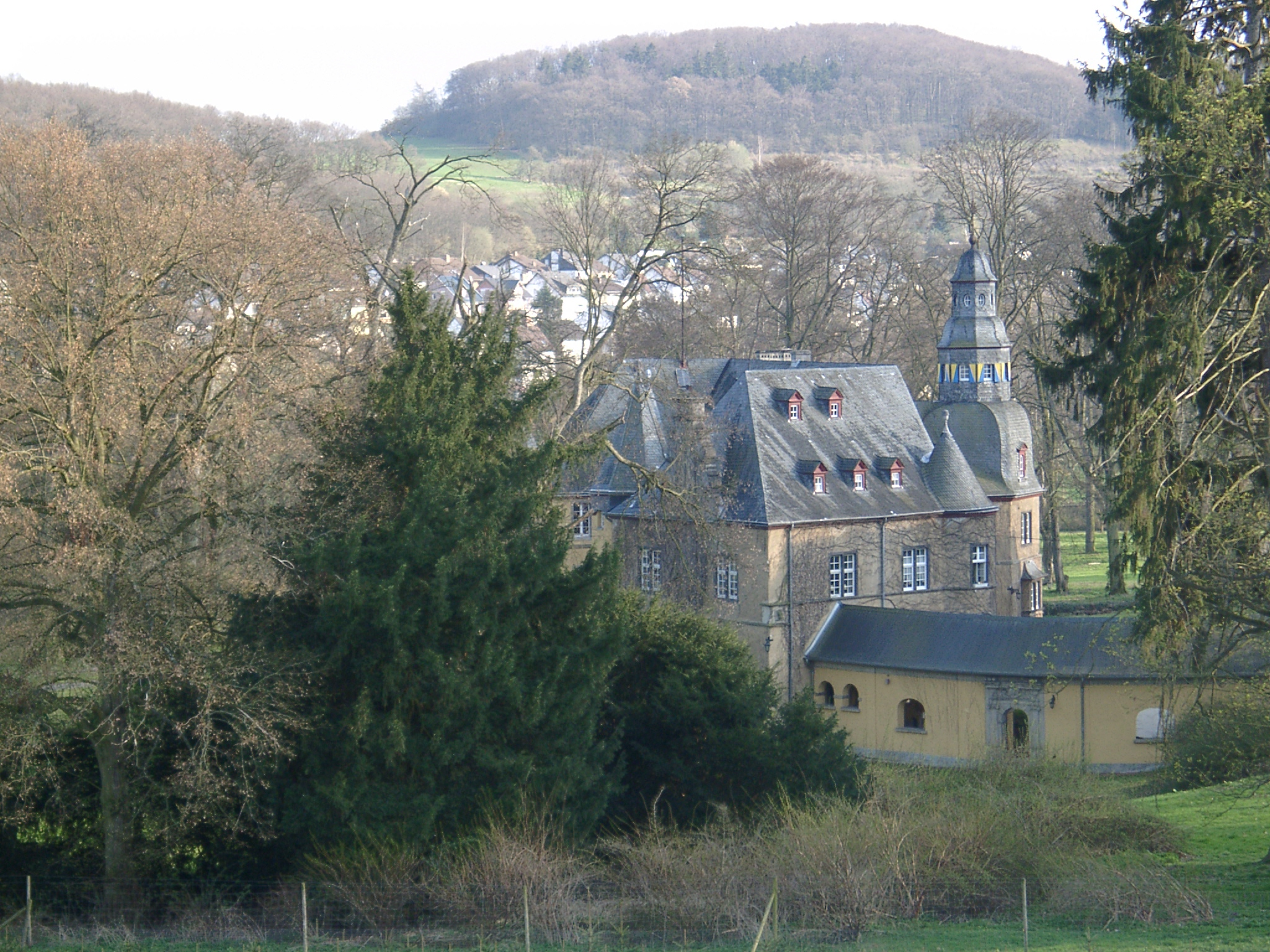
Schloss Bassenheim

Burg Bassenheim (oft auch Schloss Bassenheim genannt) ist eine zum Schloss ausgebaute ehemalige Wasserburg in der gleichnamigen Ortsgemeinde Bassenheim im Landkreis Mayen-Koblenz in Rheinland-Pfalz. Die Anlage ist heute im Privatbesitz der Freiherrn von Waldthausen-Osten und ist für die Öffentlichkeit nicht zugänglich.

## Geografische Lage
Die ehemalige Burg liegt in der vorderen Eifel nordöstlich der Ortsgemeinde Bassenheim, unweit des Autobahnkreuzes Koblenz. Am Schlosspark führen mehrere Rundwanderwege vorbei.

## Geschichte
Burg und Schloss der Waldbott von Bassenheim
Eine in Bassenheim gelegene Burg war seit dem 13. Jahrhundert im Besitz der Erzbischöfe von Trier, später wurde sie Sitz von Ministerialen. Die Herrschaft Bassenheim fiel noch vor 1300 durch die Heirat von Helena von Bachem, Erbtochter des Ritters Heinrich von Bachem, mit Siegfried Walpod († 1333) an das Geschlecht der Waldbott von Bassenheim. Im Jahre 1542 werden eine Ober- und eine Unterburg urkundlich erwähnt, doch war die bereits im 16. Jahrhundert verfallene Niederburg um 1597 bereits abgerissen. 1729 wurde die Herrschaft Bassenheim (durch den Niedergang der Grafschaft Sayn ein Lehen Kurkölns geworden) reichsunmittelbar und unterstand direkt dem Kaiser. 1788 ließ Graf Johann Rudolf Waldbott zwischen der Burg und dem oberen Parkeingang durch den Trierer Hofbaumeister Michael Wirth ein Schloss errichten, das nur wenige Jahre danach während der Französischen Revolution verwüstet wurde. 1828 war die Burg so baufällig, dass die inzwischen dort ansässigen armen Familien das Gebäude räumen mussten, da dessen Einsturz drohte. Graf Hugo Waldbott verlor 1862 den 600-jährigen Stammsitz durch Zwangsversteigerung.
Rittergut der Freiherrn von Oppenheim
Der 1769 angelegte Park wurde im 19. Jahrhundert in einen englischen Garten umgestaltet. 1873 wurden Burg und Schloss Bassenheim von Abraham Oppenheim erworben, der 1868 als erster deutscher Jude in den Reichsfreiherrenstand erhoben war. 1878 ließ er den Schlossbau von 1788 durch einen Neubau im Stil der „Deutschen Renaissance“ ersetzen. Architekt war der Kölner Stadtbaumeister Julius Carl Raschdorff, der danach Dombaumeister in Berlin wurde. Raschdorff errichtete auch das „Freiherrlich von Oppenheim’sche Maschinenhaus“ am See im Park, das Rentamt und einige andere Gebäude. Bald nach 1878 stellte Raschdorf auch die Burg wieder her, wobei einige ältere, aus verschiedenen Epochen stammende Bauteile der mittelalterlichen Burganlage Verwendung fanden. Abraham von Oppenheim starb bereits 1878, seine Frau Charlotte, die mit den Rothschilds verwandt war, folgte ihm 1887. Beide wurden in dem 1890 wohl von Raschdorf entworfenen Mausoleum im Schlosspark begraben.
Rittergut der Freiherrn von Waldthausen
1914–1917 wurde die Burg durch den Trierer Architekten Ernst Brand abermals umgestaltet. Der von Brand geplante aufwändige Neubau des Schlosses wurde nicht ausgeführt. Das Raschdorff’sche Schloss von 1878 wurde 1938 abgerissen. Während der Besatzungszeit nach dem Zweiten Weltkrieg residierte der französische Militärgouverneur des Rheinlands, Claude Hettier de Boislambert (1906–1986), in der Burg Bassenheim.

## Heutige Nutzung
Im ehemaligen Teehaus von 1740 mit den seitlichen Anbauten von 1874 befindet sich heute die evangelische Kapelle der Kirchengemeinde Bassenheim. Schlosspark und Rittergut sind nicht öffentlich zugänglich. Führungen werden allerdings durch die Gemeindeverwaltung Bassenheim angeboten. Zudem ist der Zutritt zu den Gottesdiensten der evangelische Kirchengemeinde erlaubt.